# شرطة فرنسا

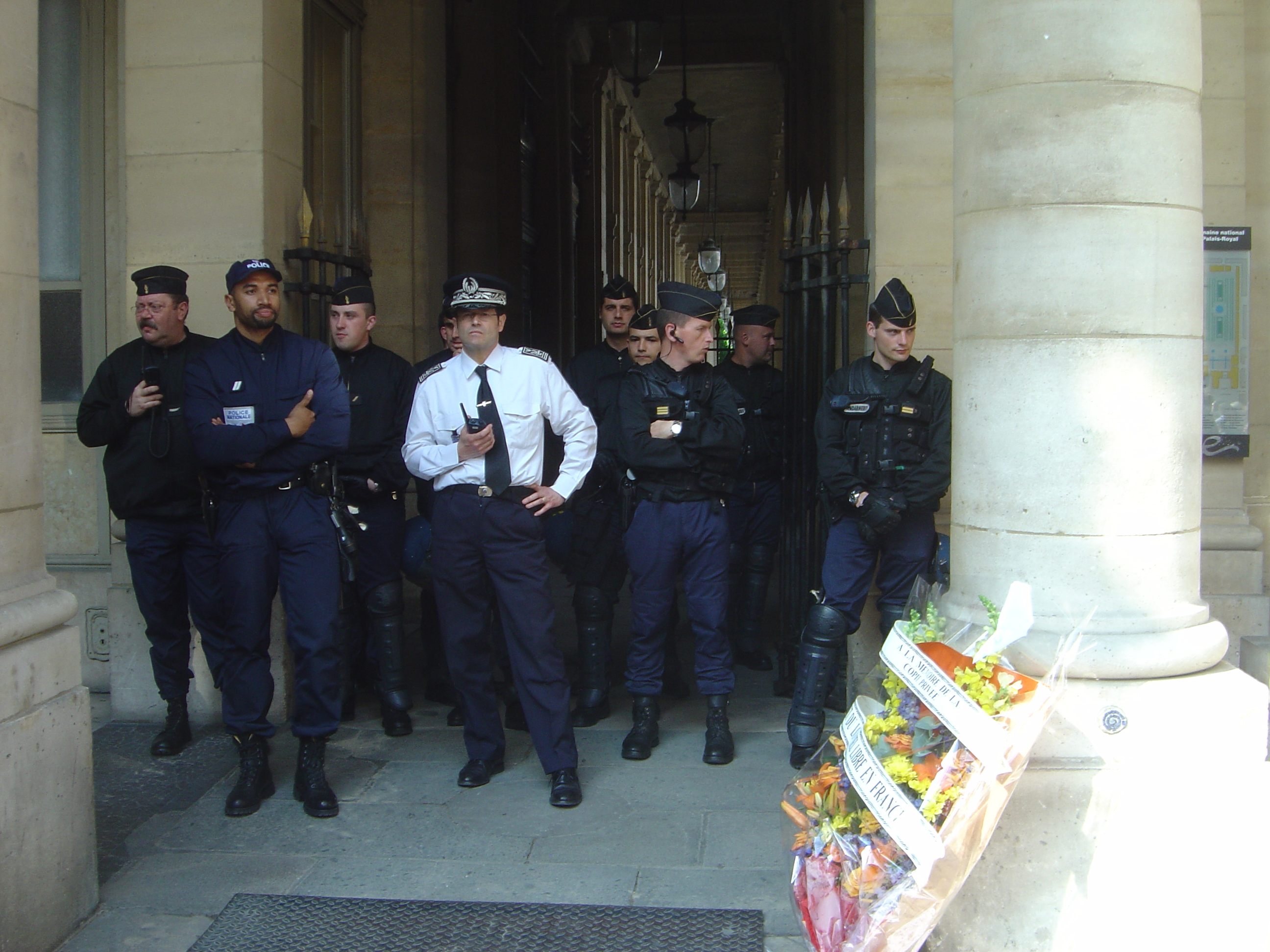
حراسة وزارة الثقافة (فرنسا) وزارة الثقافة من قبل الشرطة والدرك خلال مظاهرة.

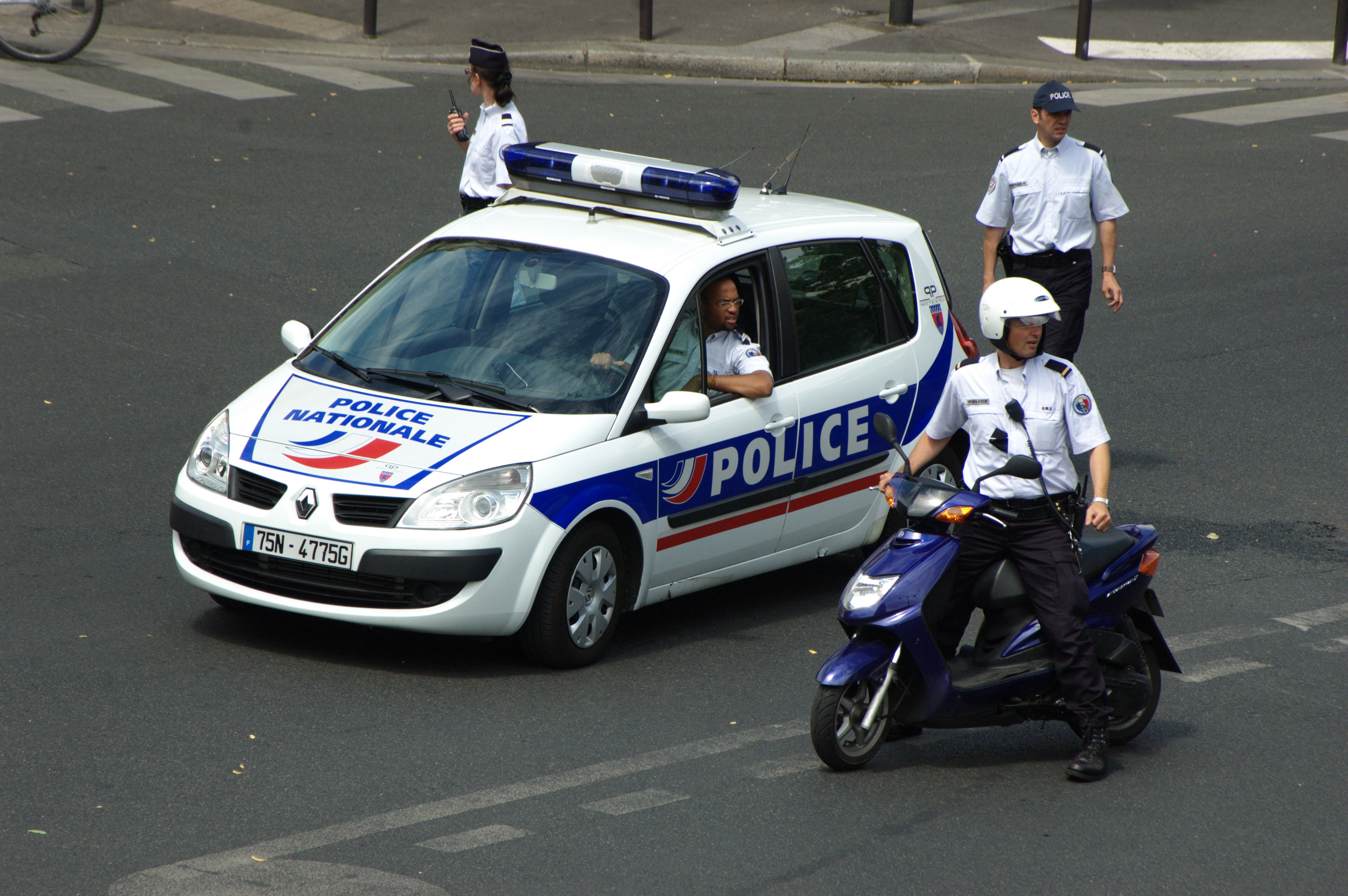
قوات الشرطة يعدون مرور مظاهرة

في فرنسا، دور الشرطة محدد بالمادة 12 لبيان حقوق الإنسان والمواطن الصادر 26 أغسطس 1789م: " ضمان حقوق الإنسان والمواطن يتطلب قوة عمومية؛ هذه القوة وضعت لمصلحة الجميع وليس لفائدة خاصة. "
في فرنسا، توجد أربعة أنواع للشرطة:
- الشرطة الوطنية
- الشرطة المحلية
- الشرطة الريفية
- الدرك

## روابط خارجية
- « La police mise en cause pour ses contrôles au faciès », LeMonde.Fr, 30 juin 2009. Article sur la publication du Open Society Institute intitulée Ethnic Profiling in the European Union: Pervasive, Ineffective, and Discriminatory (mai 2009) :  بي دي إف Résumé et recommandations en français.
- Amicale Police & Patrimoine, Préservation des véhicules, matériels et uniformes de la Police Nationale.